# Francisco José da Rocha Leão

Armas do barão com grandeza de Itamarati.

Francisco José da Rocha Leão, primeiro barão com grandeza de Itamarati, (Miragaia, Porto, 3 de fevereiro de 1774 – Rio de Janeiro, 6 de julho de 1853) foi um importante e rico comerciante português na Praça do Rio de Janeiro, para onde emigrou com sua mulher e filhos.
O 3.º filho dos pelo menos 6 que tiveram Francisco da Rocha Leão (R. de Trás, Miragaya, Porto, 16 de agosto de 1731 - ?) e Anna Maria Rita (Leão pelo casamento, e natural da freguesia de Santa Marinha de Villa Nova de Gaya) casados a 26/04/1762 na Igreja de São Pedro de Miragaya da cidade do Porto, casou-se com a sua prima direita Margarida Candida Bernardes a 26/10/1803 nessa igreja (os patriarcas dos Rocha Leão no Brasil) com a qual teve pelo menos dois filhos em São Pedro de Miragaia: Francisco José da Rocha Leão, Conde de Itamarati, e Maria Margarida da Rocha que se casou com Manuel Lopes Pereira Baía, Visconde de Meriti.
Recebeu o grau de Oficial das imperiais ordens do Cruzeiro e da Rosa, além de ter sido Fidalgo Cavaleiro da Casa Imperial. Agraciado com o título de 1.º Barão de Itamarati por um Decreto de13/05/1844, elevado a 1.º Barão com honras de grandeza de Itamarati por um Decreto de 28/11/1846.
Neto paterno de Manoel da Rocha Pinto / Leão (São Miguel de Entre Ambos os Rios, Penafiel, ? - Miragaia, Porto, ?) e de Mariana Teresa / Marianna Thereza (N.ª S.ª da Victoria, Porto, ? - ?, Miragaia, Porto, ?) que se casaram antes de 1729.
Neto materno de Manoel Francisco da Sylva (natural da freguesia de Santa Marinha de Villa Nova de Gaya) e de Ritta Maria Joanna (natural da freguesia de Miragaya na cidade do Porto) que se casaram a 30 e janeiro de 1736 na Igreja de São Pedro de Miragaya.